# IR石川鐵道線
IR石川鐵道線（日语：／ IR Ishikawa Tetsudō sen */?）是一條連結石川縣加賀市的大聖寺站與石川縣河北郡津幡町的俱利伽羅站，屬於IR石川鐵道的鐵道路線。起初是北陸本線的一部分，2015年3月14日北陸新幹線長野站－金澤站間開業之際與2024年3月16日金澤站－敦賀站自西日本旅客鐵道（JR西日本）經營分離路段的一部分。

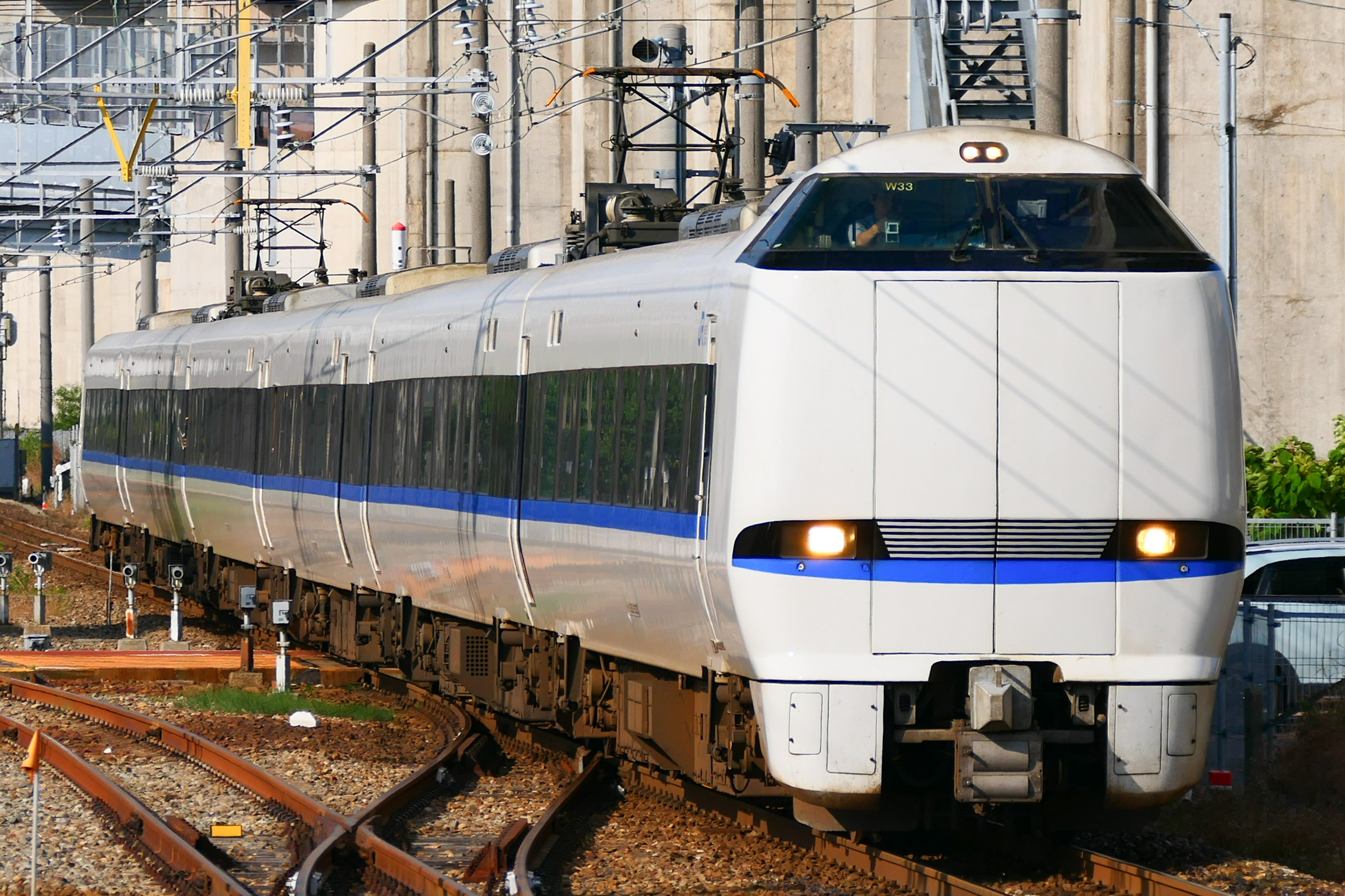
駛進森本站的683系特急電聯車 (2023年6月)

## 路線資料
- 管轄、路線距離（營業距離）：
  - IR石川鐵道（第一種鐵道事業者）：
    - 大聖寺－俱利伽羅間 64.2公里
距離標沿用移管前的北陸本線（米原起計），線內各平交道記載的距離數也是米原起計算。

  - 日本貨物鐵道（第二種鐵道事業者）：
    - 大聖寺－俱利伽羅間 64.2公里
- 軌距：1067毫米
- 站數：19個
  - 旅客站：18個（包括起終點站）
  - 貨物站：1個（包括起終點站、休止站，旅客併設站除外）
- 複線路段：全線
- 電氣化路段：全線（交流電20,000V、60Hz）
- 閉塞方式：複線自動閉塞式
- 保安裝置：ATS-SW
- 運轉指令所：金澤綜合指令所（JR西日本）
- 最高速度：110公里/小時

## 歷史
- 1898年：

- 4月1日：北陸線小松～金澤間伸延開業。
- 11月1日：北陸線金澤～高岡間延伸開業。津幡站啟用。

- 1902年11月1日：北陸線改以公里表示。
- 1908年2月16日：津幡～石動間開設俱利伽羅信號所。
- 1909年

- 6月15日：俱利伽羅信號所昇格為車站。
- 10月12日：路線改稱為「北陸本線」。

- 1911年11月1日：森本站開業。
- 1925年8月1日：金澤～森本間開設小坂信號場、森本～津幡間開設花園信號場。
- 1930年4月1日：距離修正，伸延部份改以公里表示。
- 1933年8月1日：小坂信號場昇格，改稱為東金澤站。
- 1938年10月1日：金澤～津幡間複線化。花園信號場廢止。
- 1962年9月25日：津幡～俱利伽羅間複線化。
- 1964年8月24日：金澤～富山操車場間交流電化。
- 1987年4月1日：國鐵分割民營化，北陸本線全線改由西日本旅客鐵道承繼；日本貨物鐵道為第二種鐵道事業者。
- 1990年6月5日：金澤站高架化。
- 2000年2月8日：近江鹽津～直江津間採用中央控制行車(CTC)[1]。
- 2002年：

- 10月21日：金澤～森本間的路道遷移。東金澤站遷移，改為橋上站。
- 12月：森本站改為橋上站。

- 2003年6月12日：JR貨物金澤站改稱為金澤貨物總站。
- 2011年：

- 1月31日：北陸地方受大規模大雪影響，為進行除雪作業工作，長濱～直江津間列車全日停駛。是自民營化以來，首次全線停駛。
- 4月2日 - 4月7日：受東日本大震災影響，位於福島縣內的車輛零件工場受災，由未能確保有足夠備件使用，線內部份普通列車班次及編組被縮減。

- 2013年12月12日：因應北陸新幹線開業，JR西日本提出在來線並行區間金澤～直江津間廢止申請[6]。
- 2014年10月18日：金澤～富山間部份普通列車在日間時段改以單人駕駛操作[7]。
- 2015年3月14日：北陸新幹線開業，金澤～俱利伽羅站移交由IR石川鐵道經營，路線名稱改稱為「IR石川鐵道線」。
- 2024年3月16日：北陸新幹線金澤～敦賀開業，編入原北陸本線大聖寺～金澤站[8][9][10]，西松任站開業。
- 2024年12月13日，IR石川鐵道宣布，於2025年3月15日開始運行往返金澤站及大聖寺站的快速列車，為該公司自2015年開始營運以來首度開行快速列車[11][12][13][14][15]。

## 車站列表
- （貨）：貨物專用站
- 停靠站
  - 普通：停靠所有車站
  - 愛之風Liner；●的車站停靠，｜的車站通過
  - 七尾線特急（特急「能登篝火」、「花嫁之簾（日语：花嫁のれん (列車)）」）：●的車站停靠，○的車站部份停靠，｜的車站通過
- 軌道 … 全線複線
- 所有車站都位於石川縣內

| 中文站名           | 日文站名 | 英文站名 | 站間 營業 距離 | 累計 營業 距離 | 米原起計的 營業距離 | 七尾線特急 | 愛之風Liner | 接續路線                                                 | 所在地        |
| ------------------ | -------- | -------- | -------------- | -------------- | ------------------- | ---------- | ----------- | -------------------------------------------------------- | ------------- |
| 大聖寺             |          |          | -              | 0.0            | 130.2               |            |             | Hapi-line Fukui：Hapi-line Fukui線（直通運行）           | 加賀市        |
| 加賀溫泉           |          |          | 4.1            | 4.1            | 134.3               |            |             |                                                          | 加賀市        |
| 動橋               |          |          | 3.2            | 7.3            | 137.5               |            |             |                                                          | 加賀市        |
| 粟津               |          |          | 4.9            | 12.2           | 142.4               |            |             |                                                          | 小松市        |
| 小松               |          |          | 5.8            | 18.0           | 148.2               |            |             |                                                          | 小松市        |
| 明峰               |          |          | 2.8            | 20.8           | 151.0               |            |             |                                                          | 小松市        |
| 能美根上           |          |          | 3.0            | 23.8           | 154.0               |            |             |                                                          | 能美市        |
| 小舞子             |          |          | 3.0            | 26.8           | 157.0               |            |             |                                                          | 白山市        |
| 美川               |          |          | 1.8            | 28.6           | 158.8               |            |             |                                                          | 白山市        |
| 加賀笠間           |          |          | 4.0            | 32.6           | 162.8               |            |             |                                                          | 白山市        |
| 西松任             |          |          | 2.5            | 35.1           | -                   |            |             |                                                          | 白山市        |
| 松任◇              |          |          | 4.4            | 37.0           | 167.2               |            |             |                                                          | 白山市        |
| 野野市             |          |          | 3.3            | 40.3           | 170.5               |            |             |                                                          | 野野市市      |
| 西金澤             |          |          | 2.4            | 42.7           | 172.9               |            |             | 北陸鐵道：石川線 …新西金澤                               | 金澤市        |
| 金澤               |          |          | -              | 46.4           | 176.6               | ●          | ●           | 西日本旅客鐵道： 北陸新幹線 北陸鐵道：淺野川線 …北鐵金澤 | 金澤市        |
| （貨）金澤貨物總站 |          | /        | 2.6            | 49.0           | 179.2               | ｜         | ｜          |                                                          | 金澤市        |
| 東金澤             |          |          | 2.6            | 49.0           | 179.2               | ｜         | ｜          |                                                          | 金澤市        |
| 森本               |          |          | 2.8            | 51.8           | 182.0               | ｜         | ｜          |                                                          | 金澤市        |
| 津幡               |          |          | 6.1            | 57.9           | 188.1               | ○          | ｜          | 西日本旅客鐵道：七尾線                                   | 河北郡 津幡町 |
| 俱利伽羅           |          |          | 6.3            | 64.2           | 194.4               |            | ｜          | 愛之風富山鐵道：愛之風富山鐵道線（直通運行）             | 河北郡 津幡町 |

1. ↑  七尾線的路線起點是津幡站，運行系統上所有列車直通至金澤站

## 外部連結
- IR石川鐵道公式網頁（页面存档备份，存于） （日語）